# Stora Mossadammen
Stora Mossadammen är en våtmark, tidigare sjö, i Karlsborgs kommun i Västergötland och ingår i Motala ströms huvudavrinningsområde.